# Teodor Koskenniemi
Fredrik Teodor Koskenniemi (Vihti, 5 novembre 1887 – Vihti, 15 marzo 1965) è stato un mezzofondista finlandese.
Nel 1920 prese parte ai Giochi olimpici di Anversa, dove conquistò il quarto posto nei 5 000 metri, il sesto nella gara di cross e la medaglia d'oro nel cross a squadre insieme a Paavo Nurmi e Heikki Liimatainen (a completare la squadra Ilmari Vesamaa, Eino Rastas e Hannes Miettinen).

## Palmarès
| Anno | Manifestazione  | Sede    | Evento          | Risultato | Prestazione | Note                          |
| ---- | --------------- | ------- | --------------- | --------- | ----------- | ----------------------------- |
| 1920 | Giochi olimpici | Anversa | 5 000 metri     | 4º        | 15'17"0     | Miglior prestazione personale |
| 1920 | Giochi olimpici | Anversa | Cross           | 6º        | 27'57"2     |                               |
| 1920 | Giochi olimpici | Anversa | Cross a squadre | Oro       | 27'57"2     |                               |